# Parc de Brimborion
Pour l’article homonyme, voir Brimborion.
Le parc de Brimborion, site classé, appartient à la série des grands parcs des bords de Seine et se trouve dans la ville de Sèvres dans les Hauts-de-Seine.

## Histoire

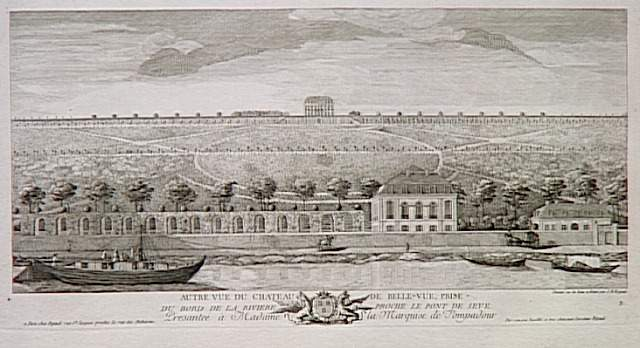
Le pavillon de Brimborion (au premier plan) et le château de Bellevue (en haut).

Sur cet emplacement du domaine du château de Bellevue (Meudon), quelques ouvrages avaient toutefois été créés dans le style "rocaille", très en vogue au XVIIIe siècle.
En contrebas, au bord de la Seine, Madame de Pompadour acquiert en 1750 un petit pavillon édifié sous la Régence, appelé aujourd'hui Brimborion, qui est relié au plateau par la partie du jardin aménagée au nord du château et intégré au domaine du château de Bellevue. 
Ces lieux ont abrité les amours de Louis XV et de la marquise. Ils ont vu naître les pourparlers secrets entre la France et l'Autriche : le fameux « renversement des alliances ». Les intrigues de la Cour, les cabales et les médisances planent sur Brimborion, au milieu des mariages et des repas somptueux, à l'abri des regards indiscrets. 
Au décès de Louis XV en 1774, le château est attribué à ses filles, Mesdames Adélaïde, Sophie et Victoire. Celles-ci font réaliser à Brimborion un jardin anglais orné de fabriques dont certaines rappellent celles des hameaux de Chantilly ou de Trianon.
Ces ouvrages sont restaurés une première fois au XIXe siècle.

### Château de Brimborion
À ne pas confondre avec le château de Bellevue (Meudon) situé plus haut sur le coteau, ce pavillon s'appelle successivement Château Babiole, puis butte Coislin, puis Brimborion. Il prit tardivement le nom de Brimborion par référence au Brimborion Pompadour. Brimborion veut dire objet de peu de valeur et est synonyme de babiole. Tout comme celui de Bagatelle, ce nom, mélangeant plaisir et argent, dit tout de la « douceur de vivre avant la Révolution ». Le pavillon à deux étages est construit vers 1750 à la demande de Louis XV pour Madame de Coislin ; reconstruit sous Louis-Philippe Ier pour le chanteur d'opéra Antonio Tamburini. Il devient un musée municipal de 1930 à 1948  et est rasé en 1954. Le site est classé en 1934
Un livre retrace l'histoire de ce lieu : Histoire du petit Château de Brimborion (Des amours de Mme de Pompadour aux révolutionnaires de 1794), éditions Lacour-Ollé, typographe à l'Imprimerie Nationale, par Pierre Mercier,.
Ne pas confondre le château de Brimborion et le pavillon de la comtesse de Coislin qui sont deux demeures différentes.

### Lycée de Brimborion
Le lycée de Brimborion à Sèvres est un projet non réalisé exposé au salon d'automne de 1933. Il devait se situer sur le lieu-dit bas de Sèvres à l'adresse d'aujourd'hui du 21 avenue de la Division-Leclerc. Son auteur était Léon Barsacq (maître de l'œuvre).

## Le parc aujourd'hui

L'école maternelle, attenante à l'accueil de loisirs

Aujourd'hui, le parc de Brimborion se situe au 21 avenue de la division-Leclerc à Sèvres dans le département des Hauts-de-Seine.
Les enrochements qui affleurent dans le parc de Brimborion sont en grande partie naturels. Le parc conserve des rocailles typiques des jardins dits "à l'anglaise", une glacière du XVIIIe siècle exceptionnellement préservée, la porte en forme de pont, des terrasses. Cet espace de 4,5 hectares est situé sur un coteau dominant la Seine. Des vues remarquables s'ouvrent sur la vallée de la Seine, les méandres du fleuve, le mont Valérien et son fort, l'île Monsieur, l'île Seguin et le trapèze – tous deux en cours de mutation – et, au-delà de Boulogne-Billancourt, la tour Eiffel et même la butte Montmartre. Le site invite aujourd'hui le promeneur à découvrir le bord de Seine, vers la rue Troyon. Plusieurs promenades sont possibles à partir du parc. 
On y trouve le Poney Club de Brimborion et aussi un bâtiment original construit tout en bois : il s'agit de l'école maternelle Brimborion, également centre de loisirs, réalisé par l'architecte Dugas en 1998. À proximité, se trouve la Strate Ecole de design qui est attenante au sud-ouest du parc la station Brimborion, ainsi que la station de la ligne 2 du tramway d'Île-de-France qui se situe dans la ville de Meudon.